# Ithaka

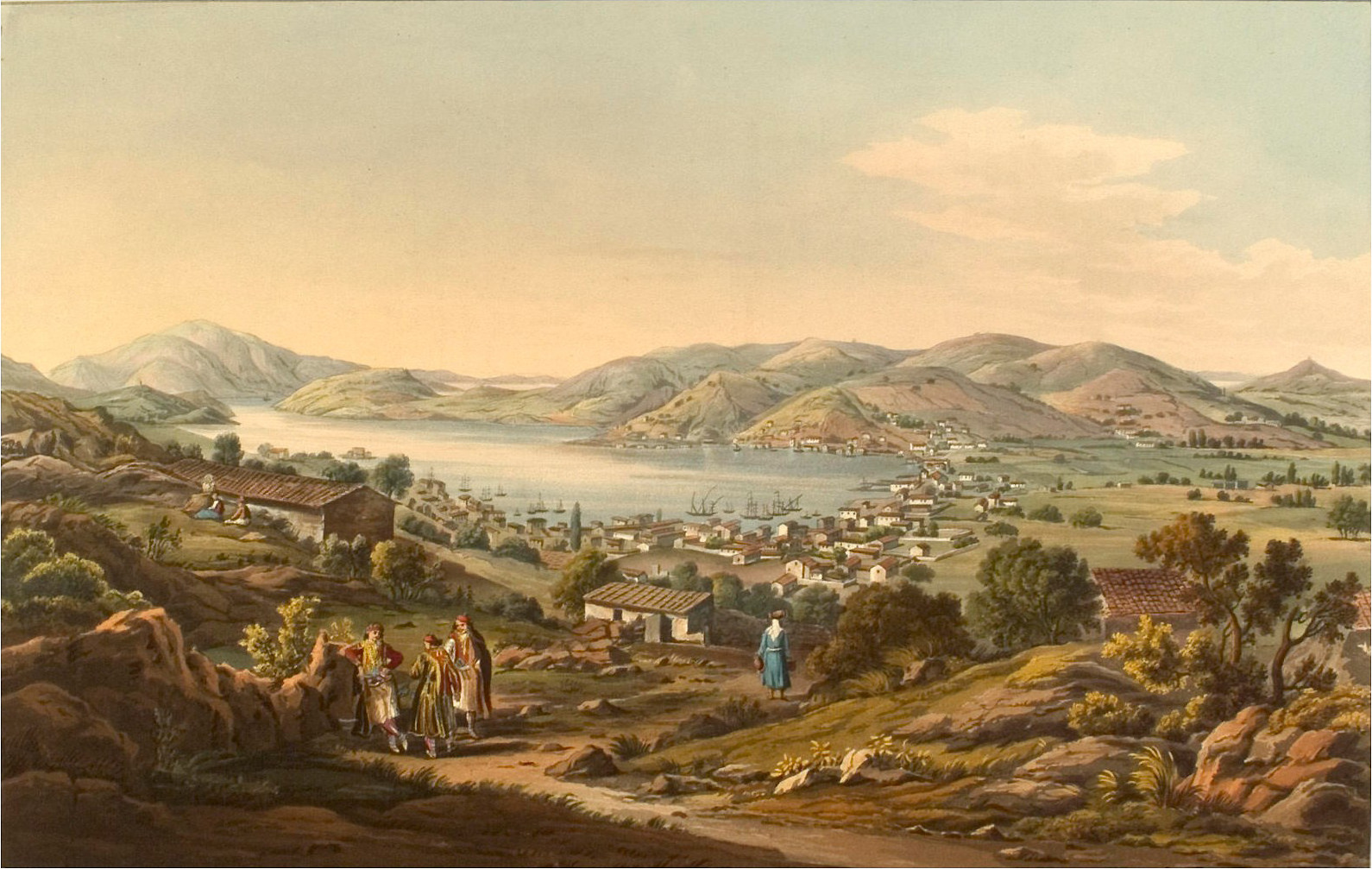
Ithaca od irského malíře Edwarda Dodwella (1821)

Ithaka (řecky Ιθάκη, Ithaki, také Thiaki nebo Fiaki) je řecký ostrov v Jónském moři o rozloze 96 km² s 3 091 obyvateli k roku 2021. Nachází se při severovýchodním pobřeží většího ostrova Kefalonie.
Moderní Ithaka je obecně považována za totožnou s Homérovou Ithakou, domovem legendárního Odyssea, jehož opožděný návrat na ostrov je ústředním motivem epické básně Odyssea. Nicméně existují i další teorie a pokusy o identifikaci skutečného místa, které Homérova Ithaka představovala.

## Obyvatelstvo
V obecní jednotce, obci a tedy i v regionální jednotce žilo v roce 2021 3 091 obyvatel. Obec Ithaka se nečlení na obecní jednotky a člení se rovnou na osm komunit, které se dále skládají z jednotlivých sídel, tj. měst a vesnic. V závorkách je uveden počet obyvatel obecních jednotek a komunit.
- Komunita Anogi (40) – sídla: Anogi (39), Moni Katharon (1).
- Komunita Exogi (25) – sídlo: Exogi (25).
- Komunita Ithaka (Vathy) (1936) – sídla: Aetos (16), Ithaka (Vathy) (1920) a neobydlené ostrovy patřících k souostroví Echinades: Arkoudi, Atokos, Drakonera, Karlonisi, Lazareto, Makri, Oxia, Pondikos, Provati, Vromonas
- Komunita Kioni (182) – sídlo: Kioni (182).
- Komunita Lefki (44) – sídla: Agios Ioannis (8), Lefki (36).
- Komunita Perachori (343) – sídlo: Perachori (343) a neobydlený ostrov Lygia.
- Komunita Platrithias (44) – sídla: Frikes (94), Platrithias (201).
- Komunita Stavros (366) – sídlo: Stavros (366).

## Popis
Ithaka je hornatý ostrov, tvořený hlavně vápenci. Nejvyšší bod ostrova Niritos dosahuje výšky 808 m. Pobřeží všude spadá prudce do moře, na východní straně je rozlehlý záliv Mola (také Vathy), který ostrov dělí na dvě části, spojené jen úzkou šíjí. V zálivu, což je jeden z největších přírodních přístavů na světě, leží Vathy (česky "hluboká"), hlavní město Ithaky. Na ostrově se pěstuje vinná réva a olivy, obyvatelé se živí hlavně rybolovem a turistickým ruchem.
Vathy, hlavní město ostrova s 1 693 obyvateli (2021), je centrem administrativy, obchodu a kultury. Je zde Archeologické muzeum s expozicí vykopávek nalezených na ostrově v Piso Aetos, v jeskyni Loizou a v zátoce Polis, také Folklórní muzeum. Ve městě jsou k zhlédnutí sochy a památníky věnované Odysseovi a Penelopé, Homérovi, Poseidonovi, pamětní deska odkazující na pobyt anglického básníka lorda Georga Gordona Byrona. Jsou zde školy, bankovní instituce, pošta, divadlo, knihovna, obchody, lékárna, sportovní a zdravotnická zařízení. Důležitý je přístav, ze kterého vyplouvají trajekty např. do Kefalonie. Po stranách přístavu jsou viditelné pozůstatky opevnění z 16. stol. V čele přístavu je ostrůvek Lazareto, v 18. století karanténní izolace pro nově příchozí na ostrov, ve 20. vězení. Ve 21. století se v kostelíku zasvěceném Ježíši Spasiteli konají svatby.
Dalšími přístavy jsou Kioni a Frikes v severovýchodní části ostrova a Piso Aetos na západně straně úžiny. Město Stavros leží ve vnitrozemí severní části ostrova, je zde muzeum.
Ithaka je oblíbeným cílem návštěvníků, kteří sem přijíždějí i z ostatních Jónských ostrovů. Současný britský král Karel III., tehdy jako korunní princ, a jeho manželka Diana, princezna z Walesu, zde v roce 1981 trávili své líbánky na jachtě Britannia.

## Historie
Ostrov byl osídlen již od mykénské doby. Nejznámějším panovníkem starověké Ithaky byl král Odysseus, postava známá z Homérových eposů Ilias (z období Trójské války) a Odyssea (vyprávění o jeho návratu právě na Ithaku). Přestože ostrov neměl výrazný politický význam, pravděpodobně si udržoval určitou samostatnost. Ve 2. století př. n. l. byl ostrov dobyt Římany, později se stal součástí Byzantské říše. V 13. století jej ovládli Normané. Roku 1479 ostrov zpustošila turecká okupace, přičemž k jistému rozkvětu došlo až za benátského panství, jež začalo v roce 1503. Krátce po francouzské revoluci se Ithaka stala hlavním městem stejnojmenného francouzského departementu, který zahrnoval také ostrovy Kefalonii a Lefkadu. V letech 1798–1807 ji ovládala rusko-turecká koalice, po roce 1807 ji opět spravovali Francouzi, kteří opevnili přístav Vathy. Roku 1809 ostrov dobyli Britové a zřídili zde protektorát, z něhož Řekové organizovali povstání proti Turecku. Postupem času však řecký odpor přerostl i v nevole vůči Britům a v roce 1864 se Ithaka připojila k nově vzniklému řeckému státu. V roce 1953 ostrov zasáhlo silné zemětřesení, které způsobilo rozsáhlé škody.

### Pravěké osídlení
Původ prvních obyvatel ostrova, kteří jej osídlili v závěrečné fázi neolitu (4000–3000 př. n. l.), zůstává nejasný. Archeologické nálezy, včetně pozůstatků budov, zdí a cest, svědčí o trvalém osídlení a kontinuálním životě i během raně heladského období (3000–2000 př. n. l.). Ve středně heladském období (2000–1500 př. n. l.) došlo k přesunu části populace do jiných oblastí ostrova. Archeologické vykopávky budov a obranných zdí z tohoto období ukazují, že tehdejší životní styl zůstal poměrně jednoduchý a postrádal známky výraznějšího technologického pokroku.

### Mykénské období
Během mykénské éry (1600–1100 př. n. l.) dosáhla Ithaka vrcholu své starověké historie. Na základě homérské Odysseie a ústních tradic se předpokládá, že ostrov tehdy představoval centrum Jónského království, které zahrnovalo okolní ostrovy a části pevniny. Toto království bývá označováno jako jeden z nejvýznamnějších státních útvarů své doby. Ithacké obyvatelstvo bylo popisováno jako vynikající mořeplavci a objevitelé, jejichž námořní výpravy sahaly za hranice Středozemního moře.

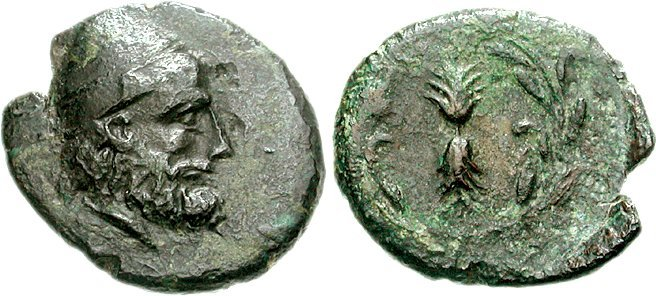
Odysseus s pileem vyobrazený na minci z 3. století př. n. l. nalezené na Ithace

Epické básně Homéra – Ilias a Odysseia – poskytují částečný vhled do podoby Ithaky v době bronzové. Ačkoli byly pravděpodobně zapsány až v 9. nebo 8. století př. n. l., vycházejí ze starších mytologických příběhů a ústních tradic. Vyobrazení Odyssea jako vládce Ithaky a přilehlých oblastí může uchovávat ozvěny tehdejší politické geografie, společenských zvyklostí a způsobu života.
Po zániku mykénské civilizace význam Ithaky upadl a ostrov se dostal pod správu většího sousedního ostrova.

### Helénistické období
Během období helénistického rozkvětu (800–180 př. n. l.) existoval na severu i jihu ostrova nezávislý a organizovaný společenský život. V jižní části, v oblasti Aetos, bylo založeno město Alalkomenai. Archeologické výzkumy z této éry odhalily řadu artefaktů značné historické hodnoty. Mezi nálezy vynikají mince nesoucí nápis Ithaka a vyobrazení Odyssea, které naznačují, že ostrov si v tomto období zachoval politickou samosprávu.